# August Rodenberg
August Henry Rodenberg (25. juli 1873 i Stolzenau – 12. april 1933 i St. Louis) var en amerikansk tovtrækker som deltog i OL 1904 i St. Louis.
Rodenberg vandt en sølvmedalje i tovtrækning under OL 1904 i St. Louis. Han var med på det amerikanske hold Southwest Turnverein of St. Louis No. 1 som kom på en andenplads.